# Catherine Nay
Pour les articles homonymes, voir Nay.
Ne doit pas être confondue avec la directrice de l'Information de TF1 puis de France Inter, Catherine Nayl.
Catherine Nay, née le 1er janvier 1943 à Tours (Indre-et-Loire), est une journaliste, éditorialiste et essayiste politique française.
Après avoir commencé sa carrière à l'hebdomadaire L'Express, elle travaille pour plusieurs médias comme Valeurs actuelles et Europe 1. Elle est classée à la droite de l'échiquier politique.
Autrice de plusieurs ouvrages consacrés à des personnages politiques éminents, elle reçoit le prix Aujourd'hui en 1984 pour sa biographie de François Mitterrand, Le Noir et le Rouge.

## Biographie

### Jeunesse
Fille d'un directeur d'ateliers de la SNCF et d'une mère au foyer, Catherine Nay grandit avec ses quatre frères à Périgueux, en Dordogne. Elle y fait ses études primaires et secondaires puis s'installe à Paris pour préparer le concours d'entrée à HECJF en compagnie d'une amie d'enfance.
Après avoir raté ce concours, elle s'inscrit par la suite à la faculté de droit de l'université Panthéon-Assas mais en sort sans diplôme pour commencer sa carrière dans le journalisme.

### Carrière
En 1968, alors âgée de 25 ans, elle entre au service politique de l'hebdomadaire L'Express, dirigé par Jean-Jacques Servan-Schreiber. Elle est chargée par ce dernier de couvrir l'actualité des partis de la droite gaulliste tandis que ses consœurs Irène Allier et Michèle Cotta s'occupent respectivement des centristes et de la gauche pour le même magazine.
Ayant été admise dans cette rédaction sans avoir suivi un parcours classique, Catherine Nay raconte que Servan-Schreiber embauchait des jeunes femmes au service politique pour approcher plus facilement un milieu presque exclusivement masculin à l'époque. Dans ses mémoires, elle explique qu'il les trouvait « plus subtiles que les hommes pour saisir et expliquer les […] ressorts humains ».
En 1975, elle quitte L'Express pour entrer à la rédaction d'Europe 1, où elle passe la plus grande partie de sa carrière en tant qu'éditorialiste,. Elle suit notamment l'ascension politique de Jacques Chirac.
À partir de 2005, elle est conseillère de Jean-Pierre Elkabbach, président de la station,.
Entre 2008 et 2009, elle intervient en tant que chroniqueuse au Grand Journal de Canal+. Elle fait aussi fréquemment partie des invités de l'émission C dans l'air sur France 5, pour commenter l'actualité politique française aux côtés d'autres spécialistes.
À l'occasion des commémorations des événements de mai 1958 et de mai 1968, Catherine Nay signe son premier documentaire, intitulé De Gaulle et Pompidou, jusqu'à la rupture, diffusé le 23 mai 2018 sur France 3 en première partie de soirée,.
Elle intègre la rédaction du Journal du dimanche en janvier 2022 pour y brosser chaque semaine le portrait d'une personnalité politique, culturelle ou médiatique.
Membre de l'Association des journalistes parlementaires, Catherine Nay est généralement considérée comme une éditorialiste de droite,,,. Journaliste emblématique d'Europe 1, elle prend part chaque vendredi à la matinale incarnée par Dimitri Pavlenko avec une chronique politique et fait désormais partie des Grandes Voix, un débat d'actualité en direct le samedi à 10 h, avec Pierre de Vilno à l'animation.

### Écriture
En 1980, Catherine Nay publie son premier livre. Cet essai politique, intitulé La Double Méprise, raconte l'histoire et les coulisses de la relation conflictuelle du président de la République en exercice, Valéry Giscard d'Estaing, et de son ancien Premier ministre, Jacques Chirac. L'ouvrage paraît quelques mois avant l'élection présidentielle de 1981, à laquelle participent les deux hommes autrefois alliés.

Dans le deuxième tome de son Histoire intime de la Ve République (2022), Franz-Olivier Giesbert commente ainsi ce premier ouvrage : 

« Se plaçant sous le haut patronage de Tchekhov ou de Pinter, Catherine Nay n'aime rien tant que le romanesque de la politique  et détaille avec ironie ce grand malentendu qui a dominé la politique française pendant plusieurs années : les accordailles, les épousailles puis le divorce d'un ménage “bien trop joli pour durer”, entre deux hommes que tout séparait et qui se sont trompés l'un sur l'autre. »

Quelque temps plus tard, elle s'écarte de l'antenne d'Europe 1 pour écrire la biographie de François Mitterrand, devenu président de la République en mai 1981. La journaliste, qui recueille de nombreux témoignages auprès de sa famille et de ses amis, ne rencontre qu'une seule fois le chef de l'État durant cette enquête. À l'issue de leur entretien, celui-ci lui dit : « Ce livre, vous ne le finirez jamais… ». Bien que cet essai biographique mentionne des sujets sensibles du passé de Mitterrand comme ses actions pendant la Seconde Guerre mondiale ou l'attentat de l'Observatoire, Catherine Nay décide de ne pas y évoquer l'existence de la fille cachée du président, Mazarine Pingeot.
Dès sa sortie en 1984, Le Noir et le Rouge rencontre un grand succès critique et public, qui vaut à son autrice de recevoir le prix Aujourd'hui.
Elle se fait de nouveau biographe avec la parution d’Un pouvoir nommé désir, en 2007. Le livre retrace l'ascension politique de Nicolas Sarkozy, candidat de droite à l'élection présidentielle. Il y est aussi question de la famille de celui-ci et du rôle crucial joué auprès de lui par son épouse, Cécilia. Cinq ans plus tard, elle propose un bilan du quinquennat de Nicolas Sarkozy dans un essai baptisé L'Impétueux,. Cet ouvrage, qui paraît quelques semaines avant la campagne présidentielle de 2012, est présenté par la presse comme un « plaidoyer » favorable au chef de l'État sortant,,.
Les deux tomes de ses mémoires, intitulés Souvenirs, souvenirs… (Robert Laffont, 2019) et Tu le sais bien, le temps passe (Bouquins, 2021), figurent tous deux pendant plusieurs semaines dans la liste des livres les plus vendus en France après leurs parutions,,.
Elle fait son entrée dans la collection Bouquins en 2022, avec la publication d'un recueil de quatre de ses précédents livres.

### Vie privée
À partir de 1968, Catherine Nay entretient une relation avec Albin Chalandon, alors ministre du général de Gaulle, qu'elle a rencontré quelques mois plus tôt durant les assises politiques de l'Union pour la nouvelle République (UNR) à Lille. Vivant avec lui dès 1970, elle l'épouse en 2016, après la mort de la princesse Salomé Murat dont Albin Chalandon n'avait jamais divorcé,.

## Œuvre

### Publications
- La Double Méprise, Paris, Grasset, 22 octobre 1980, 294 p. (ISBN 978-2-246-25241-2, BNF 34681512)
- Le Noir et le Rouge, ou l'Histoire d'une ambition, Paris, Grasset, 1er décembre 1984 (ISBN 978-2-246-28191-7)
- Les Sept Mitterrand, ou les Métamorphoses d'un septennat, Paris, Grasset, 13 janvier 1988, 286 p. (ISBN 978-2-246-36291-3, BNF 34924789)
- Le Dauphin et le Régent, Paris, Grasset, 1er octobre 1994 (ISBN 978-2-246-47171-4, BNF 35720752)
- Un pouvoir nommé désir, Paris, Grasset, 17 janvier 2007, 475 p. (ISBN 978-2-246-68001-7, BNF 40967902)
- L'Impétueux : Tourments, tourmentes, crises et tempêtes, Paris, Grasset, 7 mars 2012, 682 p. (ISBN 978-2-246-79010-5)
- Souvenirs, souvenirs… : Tome 1, Paris, Robert Laffont, 7 novembre 2019, 350 p. (ISBN 978-2-221-19074-6)
- Tu le sais bien, le temps passe : Souvenirs, souvenirs. Tome 2, Paris, Bouquins, 25 novembre 2021, 425 p. (ISBN 978-2-382-92104-3)
- Le Grand Théâtre du pouvoir : Quarante ans de vie politique française, Paris, Bouquins, coll. « Bouquins », 10 novembre 2022, 1184 p. (ISBN 978-2-382-92265-1)
- Secrets de vies, Paris, Bouquins, coll. « Document », 2 novembre 2023, 312 p. (ISBN 978-2-382-92507-2)

### Documentaire
- De Gaulle et Pompidou, jusqu'à la rupture, documentaire d'Antoine Coursat et de Catherine Nay, 100 min, diffusé le 23 mai 2018 sur France 3

## Décoration
- Officière de l'ordre national du Mérite[35].
- Officier de l'ordre des Arts et des Lettres (2025)[36]